# Aldo Spivach
Aldo Spivach (Udine, 15 gennaio 1909 – Udine, 6 gennaio 1968) è stato un calciatore italiano, di ruolo centrocampista.

## Carriera
Disputa le prime tre stagioni in campionati professionistici tra le file dell'Udinese, per poi trasferirsi a Roma, sponda Lazio. In maglia biancoceleste rimane per quattro anni, e nella sua seconda stagione laziale sigla il primo gol della squadra capitolina nel campionato a girone unico.
Nel 1932 viene ceduto al Padova, società che lascerà dopo due stagioni per accasarsi al Bologna. Successivamente passa alla Sampierdarenese e finisce la sua carriera da calciatore proprio dove l'aveva cominciata, ossia nell'Udinese.

## Riconoscimenti
Lo stadio comunale di Cingoli costruito nel 1968 è stato a lui dedicato.